# 20870 Кенінгер
20870 Кенінгер (20870 Kaningher) — астероїд головного поясу, відкритий 2 листопада 2000 року.
Тіссеранів параметр щодо Юпітера — 3,306.